# Coccorella atlantica
Coccorella atlantica is een straalvinnige vissensoort uit de familie van sabeltandvissen (Evermannellidae). De wetenschappelijke naam van de soort is voor het eerst geldig gepubliceerd in 1928 door Parr.